# Денло

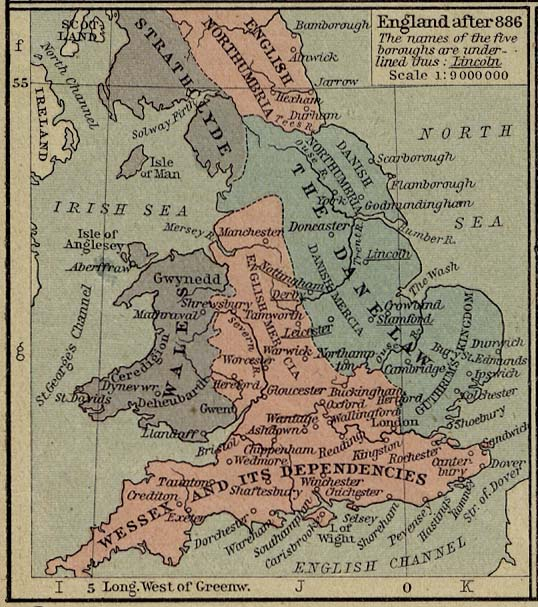
Денло на карте Англии в 886 г. (синий цвет)

Де́нло (Данелаг, область датского права; англ. Danelaw, др.-англ. Dena lagu, дат. Danelagen) — территория в северо-восточной части Англии, отличавшаяся особыми правовой и социальной системами, унаследованными от норвежских и датских викингов, завоевавших эти земли в IX веке. После восстановления власти англосаксонских королей над Денло в начале X века скандинавское право и обычаи были сохранены, а многие перешли в общеанглийскую практику. Специфика юридической системы северо-восточной Англии пережила нормандское завоевание и продолжала существовать в течение всего средневековья.

## География
Географически Денло подразделялось на четыре крупных региона:
- Нортумбрия;
- «Область Пяти бургов[англ.]» (или Союз Пяти городов) (Линкольн, Ноттингем, Лестер, Дерби и Стамфорд);
- Восточная Англия;
- юго-восточная часть Средней Англии (Эссекс, Кембриджшир, Бедфордшир, Бакингемшир).

Примерная граница между Денло и англосаксонской территорией проходила в северо-западном направлении от Лондона к Честеру.
Хотя социальная структура разных частей Денло сильно отличалась, в целом все области Денло благодаря своему этническому и социально-правовому своеобразию образовывали единую территорию, резко отличающуюся от остальной Англии.

## История Денло
Атаки скандинавских викингов на побережье Британии начались ещё в конце VIII века. Первоначально это были норвежцы, которые в 793 году разграбили Линдисфарн, а вскоре основали колонии в Ирландии, на Оркнейских и Шетландских островах. В первой половине IX века начались набеги данов. Дезинтеграция английского государства в середине IX века позволила викингам перейти к систематическому завоеванию Англии. Первая крупная армия данов высадилась на побережье Восточной Англии в 865 году во главе с Иваром и Хальфданом, сыновьями датского конунга Рагнара Лодброка. Сделав Восточную Англию своей сухопутной базой, в 866 году викинги захватили Йорк, а в следующем году разгромили армию Нортумбрии и посадили на престол этого королевства своего ставленника Эгберта I. Подчинив всю Восточную Англию, в 870 году двинулись на Уэссекс и разбили лагерь в районе Рединга. Хотя англосаксам удалось одержать победу в сражении при Эшдауне, это не остановило продвижение викингов, и король Альфред Великий был вынужден купить перемирие. В 873 году датчане захватили восточную часть Мерсии и посадили на престол оставшейся части своего ставленника Кёлвульфа. Данские военные силы постоянно подкреплялись прибытием в Англию новых скандинавских отрядов.
К 876 году относится первый территориальный раздел завоёванных земель между данскими армиями, свидетельствующий о переходе викингов к оседлой жизни. В 877 году в восточной Мерсии обосновались несколько армий данов, положивших начало «области Пяти бургов». Продвижение викингов было остановлено лишь в 878 году в результате победы англосаксонской армии Альфреда Великого при Эддингтоне, что обеспечило сохранение независимости Уэссекса и привело к объединению остатков англосаксонских королевств в единое государство. В 886 году Альфред Великий отбил у данов Лондон и заключил мирный договор с вождём викингов Восточной Англии Гутрумом, в соответствии с которым была признана независимость обоих государств и установлена западная граница датских владений. Этот документ положил начало существованию Денло как особого государственного образования, управляемого собственными законами. Договором 886 года было также зафиксировано гражданское равенство англосаксов и викингов на территории Денло. В 892—896 годах на побережье Уэссекса высадилась новая армия викингов, на помощь которым пришли датчане Восточной Англии и Йоркшира. Однако королю Альфреду удалось создать систему национальной защиты и собственный флот, что позволило дать отпор викингам.
К началу X века скандинавы занимали территорию от Темзы до Тиса, перешли к оседлому хозяйству и создали собственную социальную организацию. Политического единства между различными территориями Денло не было, однако в случае войны они объединялись против англосаксов. К систематическому наступлению на датские земли англосаксонское государство перешло в период правления Эдуарда Старшего. К 919 году, после нескольких лет непрерывных походов в Денло, власть англосаксонских монархов признала вся Англия к югу от Хамбера. Вхождение в состав Англии, тем не менее, не влекло за собой изменения в этническом составе, социальной структуре или введения англосаксонских правовых норм. Денло осталось фактически автономным регионом. Однако пока английские короли восстанавливали свою власть в Средней Англии, в Нортумбрию вторглись норвежские викинги из Ирландии, которые основали собственное независимое королевство в Йорке. В 937 году англосаксам удалось нанести сокрушительное поражение объединённым войскам скандинавских королей Йорка и Дублина при Брунанбурге, однако, уже в 939 году дублинский король Олаф I Гутфритссон вновь занял Йорк и в следующем году вторгся в Англию. По соглашению 940 года ему была уступлена область бывшего Союза Пяти городов, правда спустя два года эта территория вернулась под власть англосаксов. В 944 году, новый король Йорка Олаф II Куаран возглавил вторжение норвежцев на территорию Англии, однако нападение было отбито, причём жители Денло поддержали англосаксонского короля, что позволило королю Эдмунду I снова восстановить власть королей Англии над Йорком. В 947 году викинги вновь захватили город. Борьба за Йорк продолжалась с переменным успехом на протяжении нескольких десятилетий, пока в 954 году Йоркское королевство не вошло окончательно в состав Англии.
Первым английским королём, признавшим законодательно, что область датского права является не завоёванной вражеской армией провинцией, а составной частью английской монархии был Эдгар (958—975), который и предоставил Денло внутреннюю автономию в социально-правовых вопросах.
Новые набеги датчан начались в 990-х годах. В 991 году датские войска разграбили западный Уэссекс, что вынудило английских королей приступить к сбору «датских денег» — первого исторически известного всеобщего налога в Британии. Затем набеги участились. В ответ на вторжения англосаксонский король Этельред II Неразумный в 1002 году устроил массовые погромы датчан, проживавших на территории Англии. Но это не остановило викингов, и в течение 1009—1012 годов армия под командованием Торкеля Длинного разоряла южные области страны. Обороноспособность страны и её моральный дух были подорваны. Когда во главе армии викингов в 1013 году встал король Дании Свен, англосаксонское государство не смогло противостоять захватчикам. Жители Денло и часть англосаксонских тэнов перешли на сторону датчан. Король Этельред II с семьёй бежал в Нормандию. Хотя после смерти Свена в 1014 году Этельред ненадолго восстановил свою власть в Англии, в 1016 году военно-служилая знать и духовенство Уэссекса и Денло признало королём сына Свена Кнуда. Несмотря на героическое сопротивление Эдмунда Железнобокого англосаксонские войска были разбиты и страна была объединена под властью датской династии Кнуда Великого. В период правления Кнуда скандинавский элемент в английском государстве резко усилился, а ведущие роли в стране заняла датская аристократия. На национальном собрании в Оксфорде в 1018 году, в котором приняли участия и скандинавская, и англосаксонская знать королевства, были согласованы условия сосуществования двух наций в рамках единого государства. Денло окончательно вошло в состав Англии.

## Особенности правовой системы
Тройственное деление Англии по принципу применяемого права на Уэссекс, Мерсию и Денло возникло в период правления Кнуда Великого (1016—1035), причём если уэссекское и мерсийское право отличались друг от друга лишь в незначительных тонкостях, то Денло представляло собой совершенно особую территорию англосаксонского королевства. Правовая система Денло базировалась на скандинавском праве. Попытки унификации правовых систем обеих частей государства, хотя и предпринимались некоторыми англосаксонскими монархами, были непоследовательными и не привели к существенному сближению правовых систем.
Отличия в юридической практике областей датского права от остальной территории страны были достаточно многочисленны. Так, в Денло штраф за убийство человека определялся его социальным статусом, а не социальным статусом его сеньора, как в других регионах страны. Тяжесть наказания за преступления, относящиеся к королевской юрисдикции, в Денло была значительно выше, а сфера правонарушений, составлявших исключительную компетенцию королевских судов, — гораздо более широкой. Скандинавское происхождение имели многие юридические термины в Денло, а также некоторые судебные процедуры (например, «выкуп права» обвиняемым, желающим защищаться в суде, практика гарантирования права собственности независимыми лицами и др.).
Административное деление Денло также отличалось от остальной Англии. Базовой административно-территориальной единицей был уэпентейк, а не сотня, как в других частях страны, а графства на территории датского права возникли как области, занимаемые отдельными армиями викингов в X веке.
Для северных областей Денло была характерна собственная система вергельдов, не имеющая аналогов в англосаксонской Англии и отличающаяся особой детализацией и колоссальными размерами штрафов за убийство аристократов. Особенностью «Области Пяти бургов» была разветвлённая организация судебной системы: от суда Пяти бургов, через суды графств и уэпентейков к судебным собраниям жителей деревни. Именно в этом регионе возник прообраз жюри присяжных, состоящий из двенадцати наиболее авторитетных тэнов уэпентейка, которые передавали в суд обвиняемого и участвовали в одобрении приговора. Институт присяжных, который позднее стал одной из важнейших особенностей английского права, имел скандинавское происхождение и не был известен в других областях страны в англосаксонский период.
Тем не менее, нельзя сказать, что правовая система Денло была напрямую заимствована из Скандинавии. Так, ничего не известно о применении в Денло права одаля (неотчуждаемая семейная земельная собственность), являвшегося одной из главных отличительных черт раннесредневекового скандинавского права. Слабую роль также играли скандинавские тинги — народные собрания. Уже законодательство Кнуда Великого, относящееся к Денло, было исключительно англосаксонским.
Юридические особенности Денло отражали уникальность сложившегося в восточных регионах Англии общества, отличного по этническому составу и социальной структуре от других территорий королевства.

## Специфика социальной структуры
Главным отличием Денло в социальном отношении было подавляющее преобладание свободного крестьянства в составе населения, тогда как в других регионах Англии доля свободных керлов к XI веку резко уменьшилась, уступив место зависимому крестьянству. Свободные земледельцы Денло были потомками солдат и колонистов скандинавского происхождения, осевших на восточно-английских землях в IX веке. Однако здесь сохранилась также и прослойка англосаксов, которым договором 886 года было гарантировано равноправие с датчанами.
Манориальный тип хозяйства также не получил распространения в областях датского права, а феодализация социально-экономической системы протекала гораздо более медленными темпами, чем на остальной территории страны. В то же время, в экономическом отношении Денло, а особенно Саффолк, Норфолк и Линкольншир, было одним из наиболее процветающих регионов Англии: скандинавские переселенцы превратили пустоши и леса в пахотные земли и несколько усовершенствовали культуру сельскохозяйственного производства. На смену англосаксонской гайде как базовой единице земельного участка пришёл скандинавский плугленд (англосакс.: plogesland; англ. ploughland), соответствующий территории, обрабатываемой за год упряжкой восьми быков.
В среде свободного крестьянства областей датского права выделялась особая категория крестьян — сокмены (англ. sokeman), которые, будучи лично свободными, были обязаны исполнять некоторые необременительные повинности своему сеньору (небольшая годовая рента, помощь на полях во время сбора урожая). Сокмены имели полное право собственности на свои земельные наделы и могли распоряжаться ими по своему усмотрению, отношения сокмена со своим сеньором были чисто договорными, а зависимость крайне слабой. Главной особенностью статуса сокменов, выраженной и в самом названии этой прослойки, было то, что они подавали иски не в королевский суд, а в суд сеньора, к юрисдикции которого была приписана территория проживания сокменов. Социальный контраст Лестершира в XI веке, с его 2000 сокменов, и соседнего Уорикшира, где не было ни одного сокмена, отражал кардинальные различия между Денло и остальной территорией страны. После нормандского завоевания сокмены постепенно утратили свой особый статус и слились с общей массой зависимых крестьян, однако в Восточной Англии и «области Пяти бургов» они сохранились до позднего средневековья.